# Cukiernica

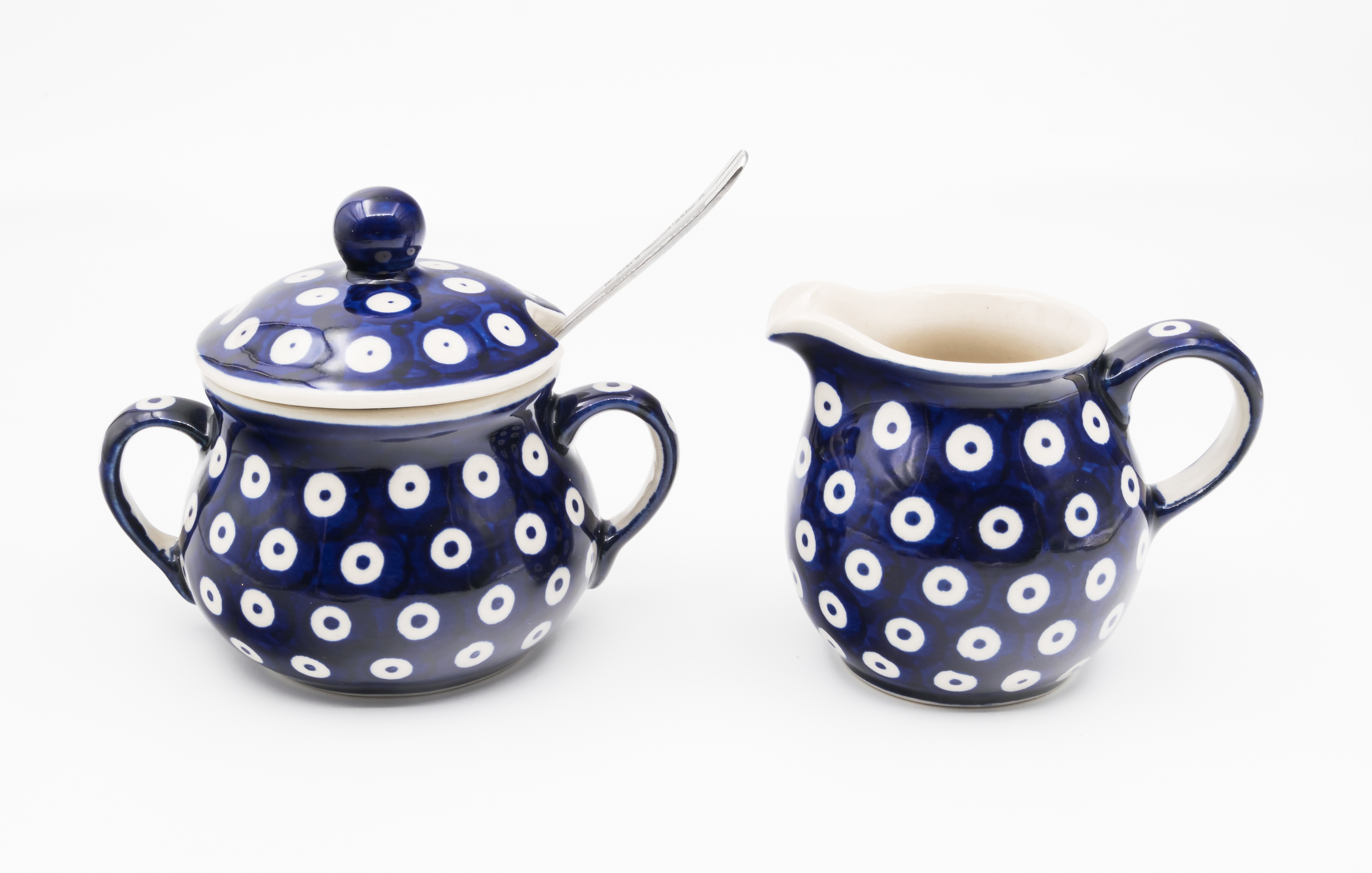
Cukiernica i mlecznik z ceramiki bolesławieckiej

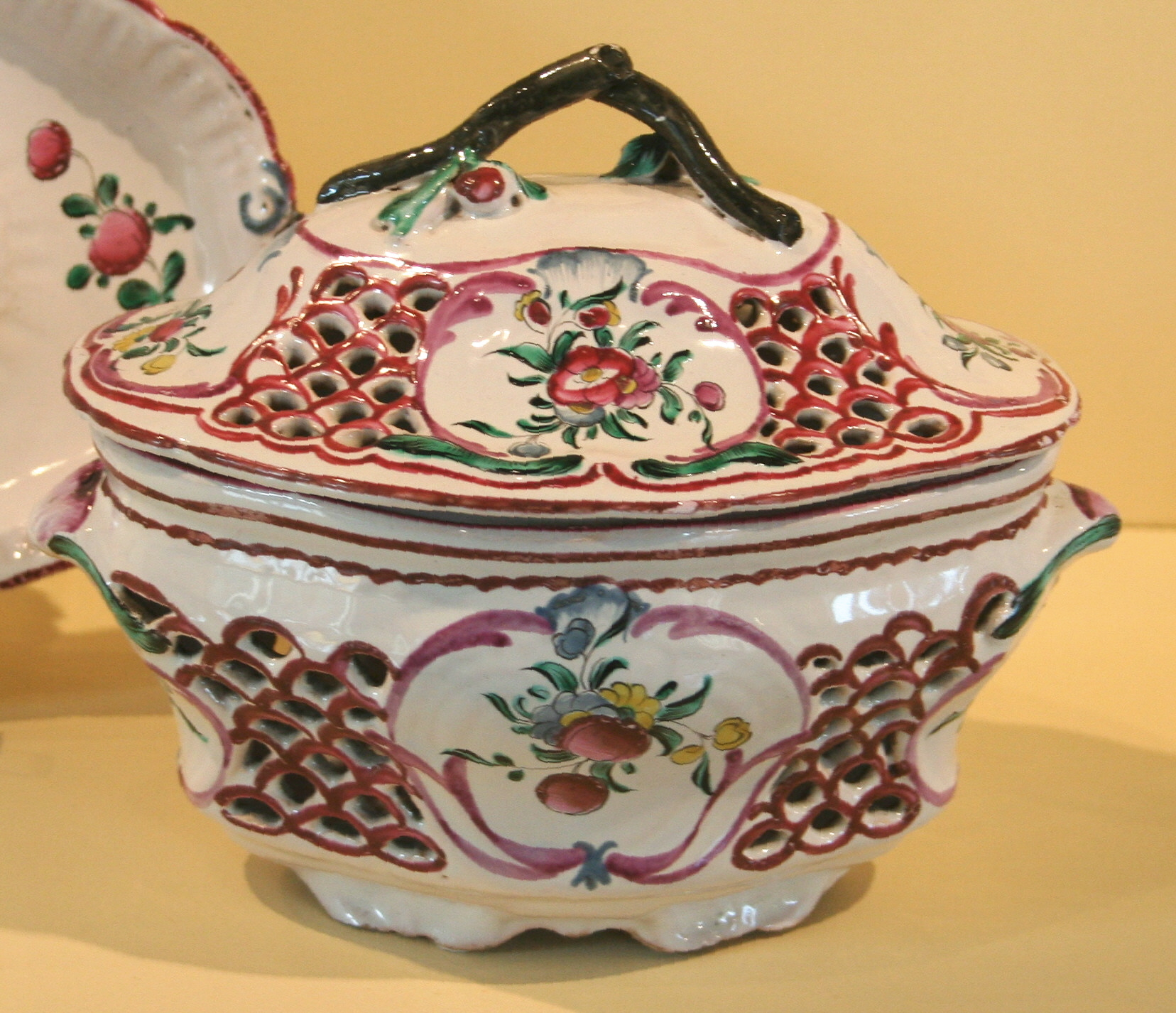
Cukiernica, Musée de la Faïence

Cukiernica – naczynie służące do przechowywania i podawania cukru. Najczęściej wchodzi w skład serwisu stołowego.  Przeciętna cukiernica ma pojemność pomiędzy 100 a 250 ml.
Na początku robiono je głównie ze srebra. Od końca XVIII wieku wykonywane zazwyczaj z ceramiki, porcelany czy fajansu. W XX wieku najczęściej używano szkła i metalu i tworzywa sztucznego. Ozdobne cukiernice wykonane są z metali szlachetnych i ozdobione drogimi kamieniami.
W XVI wieku miały najczęściej kształt patery, w XVII wieku - puszki z nakrywą, a w XIX wieku były zazwyczaj owalne, okrągłe, wieloboczne, często na nóżkach i zamykane na kluczyk.